# Sky and Sand
Sky and Sand ist ein Lied des Produzentenbruderpaars Paul und Fritz Kalkbrenner. Es ist ein Technotrack mit Vocals. Die Produktion stammt von Paul Kalkbrenner, Text und Gesang von Fritz Kalkbrenner. Der Titel wurde aufgenommen als Titelsong des Films Berlin Calling von Hannes Stöhr. Er erschien 2008 auf dem Soundtrack zum Film und wurde 2009 auch als Single auf Vinyl und CD auf dem Label BPitch Control veröffentlicht.

## Entwicklung
Fritz Kalkbrenner nahm die Vocals für ein Lied auf, das er seiner damaligen Freundin zum Geburtstag schenkte. Da er zu dieser Zeit über kein eigenes Studio verfügte, ging er zu seinem Bruder Paul in die Frankfurter Allee 53, um die Vocals für das Lied aufzunehmen. Paul entdeckte die Vocals zu einem späteren Zeitpunkt auf seiner Festplatte und erstellte daraus eine zweite und dritte Version des Liedes. Paul unterbreitete Hannes Stöhr den Vorschlag, die dritte Version für Berlin Calling zu verwenden. Stöhr nahm den Song und richtete Teile des Films darauf aus.

## Verwendung
Außerhalb des Films Berlin Calling wurde Sky and Sand seit dem Jahr 2011 vom Energieversorger RWE als Hintergrundmusik für einen TV-Werbespot verwendet.

## Kommerzieller Erfolg

### Chartplatzierungen
Sky and Sand erreichte in Deutschland erstmals am 12. Februar 2010 die deutschen Singlecharts. Am 11. November 2011 erreichte die Single in ihrer 83. Woche mit Platz 29 die Höchstposition. Es ist die längste Zeit, die ein Titel in den deutschen Charts benötigte, um seine Höchstposition zu erreichen. Mit 129 Chartwochen ist Sky and Sand einer der am längsten notierten Titel aller Zeiten in den deutschen Singlecharts. In Österreich konnte sich der Titel 69 Wochen in der Hitparade platzieren und erreichte mit Rang 37 seine höchste Notierung.
| ChartsChartplatzierungen | Höchstplatzierung | Wochen |
| ------------------------ | ----------------- | ------ |
| Deutschland (GfK)        | 29 (129 Wo.)      | 129    |
| Österreich (Ö3)          | 37 (69 Wo.)       | 69     |
| Schweiz (IFPI)           | 56 (3 Wo.)        | 3      |

| ChartsJahrescharts (2011) | Platzierung |
| ------------------------- | ----------- |
| Deutschland (GfK)         | 87          |

### Auszeichnungen für Musikverkäufe
| Land/Region          | Auszeichnungen für Musikverkäufe (Land/Region, Auszeichnung, Verkäufe) | Verkäufe |
| -------------------- | ---------------------------------------------------------------------- | -------- |
| Italien (FIMI)       | Platin                                                                 | 50.000   |
| Österreich (IFPI)    | Gold                                                                   | 15.000   |
| Spanien (Promusicae) | Gold                                                                   | 30.000   |
| Insgesamt            | 2× Gold · 1× Platin ·                                                  | 95.000   |